# Operacja Bieszczady 40
Operacja Bieszczady 40 – akcja Związku Harcerstwa Polskiego przeznaczona dla młodzieży starszoharcerskiej i HSPS rozpoczęta w roku 1974 i zaplanowana na 10 lat do momentu, kiedy Polska Rzeczpospolita Ludowa miała obchodzić czterdziesty jubileusz.

## Cel, zadania i kontrowersje

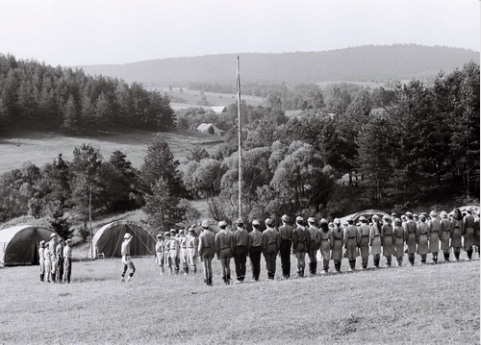
Operacja Bieszczady 40

Celem akcji było włączenie harcerzy w zagospodarowanie i ożywienie kulturalne Bieszczadów. Wyjazdy harcerzy w Bieszczady miały charakter czynu społecznego połączonego z wypoczynkiem. Pomagano w przygotowaniach do nowego roku szkolnego, prowadzono imprezy dla lokalnych dzieci, pomagano w ochronie przyrody, nadto pracowano przy budowach dróg, pielęgnowaniu upraw leśnych i remontach szkół.
Pojawiły się głosy, że pożyteczną akcję obudowano zbyt wielką ilością propagandy, przekraczając rozsądne granice. Sama akcja nie była mile widziana wśród części mieszkańców Bieszczadów, protestowali przeciw niej młodzi ludzie, którzy sabotowali działalność harcerzy, niejednokrotnie niszcząc ich pracę i wdając się w bójki i awantury.

## Operacja w kulturze
XII tom z 1977 komiksu Tytus, Romek i A’Tomek Henryka Jerzego Chmielewskiego oparty jest na operacji Bieszczady 40.
Do prześladowania harcerzy przyznał się Eugeniusz Olejarczyk ps. „Siczka”, lider grupy muzycznej KSU z Ustrzyk Dolnych, której środowisko proklamowało powstanie nieformalnej Wolnej Republiki Bieszczad.